# Luis Gómez-Acebo
Luis Gómez-Acebo y Duque de Estrada (Madrid, 23 de diciembre de 1934-Ibídem, 9 de marzo de 1991) fue un aristócrata español, ii vizconde de la Torre y duque consorte de Badajoz, por su matrimonio con la infanta Pilar. Era cuñado del rey Juan Carlos I. 

## Biografía
Luis fue el cuarto de los hijos de Jaime Gómez-Acebo y Modet y de su esposa, Isabel Duque de Estrada y Vereterra, IX marquesa de Deleitosa.
Estudió bachillerato en el Colegio Nuestra Señora del Pilar de Madrid y cursó la carrera de Derecho en Madrid y Lille (Francia). Posteriormente se especializó en Ciencias Empresariales en Estados Unidos.
Ejerció como asesor de diversas sociedades financieras y estuvo vinculado al negocio del petróleo. En 1981 fue nombrado presidente del Consejo de Administración de la empresa norteamericana Korn Ferry, dedicada a la selección de altos ejecutivos para ocupar puestos de responsabilidad en sociedades de ámbito mundial.
Luis conoce a su futura esposa en casa del rey de Bulgaria, Simeón, que está casado con Margarita Gómez-Acebo, su prima hermana. Fue un boda muy discutida y costó mucho que tuviese la aprobación de los Condes de Barcelona, puesto que aunque Luis Gómez-Acebo y Duque de Estrada, vizconde de la Torre (título que rehabilitó un mes antes de la boda) era nieto del marqués de Cortina, ellos pensaban que una infanta de España debía casarse con un varón con sangre real, pero después de mucho, aceptaron. Contrajo matrimonio el 5 de mayo de 1967, en el monasterio de los Jerónimos de Belém de Lisboa, del cual nacieron cinco hijos:
1. María de Fátima Simoneta Luisa Gómez-Acebo y Borbón (n. Madrid, 28 de octubre de 1968) Grande de España, casada en Palma de Mallorca el 12 de septiembre de 1990 con José Miguel Fernández Sastrón (Madrid, 14 de junio de 1959), hijo de Jorge Fernández y Menéndez y de su mujer Eloísa Ana Sastrón y Herrera, siendo padres de Luis Juan (Madrid, 23 de septiembre de 1991), Pablo (Madrid, 4 de mayo de 1995) y María de las Mercedes (Madrid, 17 de enero de 2000) Fernández-Sastrón y Gómez-Acebo. Desde el año 2009, Simoneta y José Miguel se encontraban separados de forma amistosa. Firman el acuerdo de divorcio el 16 de octubre de 2012.[4] Luis fue padrino de boda de su hija.
2. Juan Filiberto Nicolás Gómez-Acebo y Borbón (Madrid, 6 de diciembre de 1969-Palma de Mallorca, 12 de agosto de 2024) [5] grande de España y vizconde de la Torre. El 2 de marzo de 2013 tuvo un hijo con su pareja, la norteamericana Winston Holmes Carney, llamado Nicolás.[6] La pareja contrajo matrimonio civil el 2 de enero de 2014, en el Consulado Español de Miami. El matrimonio anunció su separación en mayo de 2019.[7][8]
3. Bruno Alejandro Gómez-Acebo y Borbón (n. Madrid, 15 de junio de 1971) grande de España, casado en Madrid, en la Iglesia de la Encarnación, el 7 de octubre de 2002 con Bárbara Cano de la Plaza (Madrid, 20 de marzo de 1972), hija de Antonio Cano y Villajos y de su mujer María del Carmen de la Plaza y Donoso, son padres de Alejandro Juan (Madrid, 5 de noviembre de 2004), Guillermo (Madrid, 23 de noviembre de 2005) y Álvaro (Madrid, 30 de mayo de 2011) Gómez-Acebo y Cano.
4. Luis Beltrán Alfonso Gómez-Acebo y Borbón (n. Madrid, 20 de mayo de 1973) grande de España, casado en Segovia, La Granja de San Ildefonso, desde el 18 de septiembre de 2004 con la modelo Laura Ponte Martínez, de la que ha tenido por hijos a Luis Felipe (Madrid, 1 de julio de 2005) y a Laura (Madrid, 1 de julio de 2006] Gómez-Acebo y Ponte. Desde 2009, Luis y Laura se encontraban separados de forma amistosa. Finalmente, se divorciaron en el año 2011.[9] El 27 de febrero de 2016 Luis Beltrán contrajo matrimonio civil con Andrea Pascual Vicens en Puerta de Hierro, Madrid. Tienen un hijo en común, Juan (Madrid, 17 de julio de 2016).[10]
5. Fernando Humberto Gómez-Acebo y Borbón (Madrid, 30 de septiembre de 1974-Madrid, 1 de marzo de 2024),[11] grande de España, casado en Madrid desde el 27 de noviembre de 2004 con Mónica Martín Luque. Desde 2011, Fernando y Mónica se encontraban separados de forma amistosa. Finalmente, obtienen el divorcio en 2013.[12] Fernando volvería a contraer matrimonio el 31 de mayo de 2016, en Palaio Faliro, Atenas, con Nadia Halamandari. Actualmente separados.[13] De este segundo enlace nació un hijo, Nicolás Gómez-Acebo y Halamandari (Atenas, 5 de junio de 2016).

Con motivo de la boda de Luis Gómez-Acebo con Pilar de Borbón, el Conde de Barcelona concedió a su hija el ducado de Badajoz con Grandeza de España. Ese mismo año, mediante un decreto de 17 de abril, el general Franco concedió a la infanta la facultad de usarlo en España. Posteriormente, este privilegio sería confirmado por Juan Carlos I tras convertirse en rey de España.
Luis se convertiría también en II Vizconde de la Torre cuando rehabilitó este título el 30 de marzo de 1967.
Fue nombrado presidente de la Fundación Amigos del Museo del Prado en febrero de 1986. En noviembre de 1987, los duques de Badajoz recibieron un homenaje del Spanish Institute en el hotel Waldorf Astoria de Nueva York, como reconocimiento a su contribución a la cultura española. En junio de 1988, Gómez-Acebo recibió el Premio a las Relaciones Humanas Alejandro Morales. Su actuación fue decisiva para traer a España la colección de pintura del barón Thyssen, su amigo personal. Gómez-Acebo era miembro del Thyssen Bornemisza Collection Trust, sociedad creada por el barón y sus herederos con el objetivo de garantizar la unidad de la colección y el perfecto estado de la misma. Todo esto ayuda a explicar que él fuese el padrino de bautismo de Alejandro Borja Thyssen-Bornemisza, hijo de Carmen Cervera, en Nueva York, junto con Anne Getty, miembro de la conocida familia de empresarios del petróleo, que fue la madrina.
Fue autor de varios ensayos históricos sobre el siglo XV, y escribió la novela A la sombra de un destino (1987), basada en el papa Calixto III.
Falleció el 9 de marzo de 1991, a los 56 años, como consecuencia de un cáncer linfático. Está enterrado en el cementerio de San Isidro de Madrid.

## Distinciones honoríficas

### Distinciones honoríficas españolas
- Caballero gran cruz de la Orden del Mérito Civil (16/07/1973).[17]
- Caballero gran cruz de la Orden de Isabel la Católica (23/06/1989).[18]
- Caballero de la Real Maestranza de Caballería de Sevilla.[19]

## Ancestros
|  |                                                                                    |  |  |  |  |  |  |  |  |  |  |  |  |  |  |  |
|  | 16. Felipe Gómez-Acebo y Terrazas                                                  |  |  |  |  |  |  |  |  |  |  |  |  |  |  |  |
|  |                                                                                    |  |  |  |  |  |  |  |  |  |  |  |  |  |  |  |
|  |                                                                                    |  |  |  |  |  |  |  |  |  |  |  |  |  |  |  |
|  | 8. José Gómez-Acebo y de la Torre                                                  |  |  |  |  |  |  |  |  |  |  |  |  |  |  |  |
|  |                                                                                    |  |  |  |  |  |  |  |  |  |  |  |  |  |  |  |
|  |                                                                                    |  |  |  |  |  |  |  |  |  |  |  |  |  |  |  |
|  | 17. María de la Concepción de la Torre y Codes                                     |  |  |  |  |  |  |  |  |  |  |  |  |  |  |  |
|  |                                                                                    |  |  |  |  |  |  |  |  |  |  |  |  |  |  |  |
|  |                                                                                    |  |  |  |  |  |  |  |  |  |  |  |  |  |  |  |
|  | 4. José Gómez-Acebo y Cortina, III Marqués de Cortina                              |  |  |  |  |  |  |  |  |  |  |  |  |  |  |  |
|  |                                                                                    |  |  |  |  |  |  |  |  |  |  |  |  |  |  |  |
|  |                                                                                    |  |  |  |  |  |  |  |  |  |  |  |  |  |  |  |
|  | 18. Manuel Cortina y Rodríguez, I Marqués de Cortina                               |  |  |  |  |  |  |  |  |  |  |  |  |  |  |  |
|  |                                                                                    |  |  |  |  |  |  |  |  |  |  |  |  |  |  |  |
|  |                                                                                    |  |  |  |  |  |  |  |  |  |  |  |  |  |  |  |
|  | 9. María de los Dolores Cortina y Vázquez                                          |  |  |  |  |  |  |  |  |  |  |  |  |  |  |  |
|  |                                                                                    |  |  |  |  |  |  |  |  |  |  |  |  |  |  |  |
|  |                                                                                    |  |  |  |  |  |  |  |  |  |  |  |  |  |  |  |
|  | 2. Jaime Gómez-Acebo y Modet                                                       |  |  |  |  |  |  |  |  |  |  |  |  |  |  |  |
|  |                                                                                    |  |  |  |  |  |  |  |  |  |  |  |  |  |  |  |
|  |                                                                                    |  |  |  |  |  |  |  |  |  |  |  |  |  |  |  |
|  | 20. Pablo Modet y Egusquiza                                                        |  |  |  |  |  |  |  |  |  |  |  |  |  |  |  |
|  |                                                                                    |  |  |  |  |  |  |  |  |  |  |  |  |  |  |  |
|  |                                                                                    |  |  |  |  |  |  |  |  |  |  |  |  |  |  |  |
|  | 10. Juan Bautista Modet y Eguía                                                    |  |  |  |  |  |  |  |  |  |  |  |  |  |  |  |
|  |                                                                                    |  |  |  |  |  |  |  |  |  |  |  |  |  |  |  |
|  |                                                                                    |  |  |  |  |  |  |  |  |  |  |  |  |  |  |  |
|  | 21. María Leona de Eguía y Sáenz de Buruaga                                        |  |  |  |  |  |  |  |  |  |  |  |  |  |  |  |
|  |                                                                                    |  |  |  |  |  |  |  |  |  |  |  |  |  |  |  |
|  |                                                                                    |  |  |  |  |  |  |  |  |  |  |  |  |  |  |  |
|  | 5. Margarita Marta Modet y Almagro                                                 |  |  |  |  |  |  |  |  |  |  |  |  |  |  |  |
|  |                                                                                    |  |  |  |  |  |  |  |  |  |  |  |  |  |  |  |
|  |                                                                                    |  |  |  |  |  |  |  |  |  |  |  |  |  |  |  |
|  | 22. Manuel María de Almagro y Martínez-Bellido                                     |  |  |  |  |  |  |  |  |  |  |  |  |  |  |  |
|  |                                                                                    |  |  |  |  |  |  |  |  |  |  |  |  |  |  |  |
|  |                                                                                    |  |  |  |  |  |  |  |  |  |  |  |  |  |  |  |
|  | 11. María Felicidad de Almagro y de la Vega                                        |  |  |  |  |  |  |  |  |  |  |  |  |  |  |  |
|  |                                                                                    |  |  |  |  |  |  |  |  |  |  |  |  |  |  |  |
|  |                                                                                    |  |  |  |  |  |  |  |  |  |  |  |  |  |  |  |
|  | 23. María de las Nieves de la Vega y Ramírez                                       |  |  |  |  |  |  |  |  |  |  |  |  |  |  |  |
|  |                                                                                    |  |  |  |  |  |  |  |  |  |  |  |  |  |  |  |
|  |                                                                                    |  |  |  |  |  |  |  |  |  |  |  |  |  |  |  |
|  | 1. Luis Gómez-Acebo y Duque de Estrada, Vizconde de la Torre                       |  |  |  |  |  |  |  |  |  |  |  |  |  |  |  |
|  |                                                                                    |  |  |  |  |  |  |  |  |  |  |  |  |  |  |  |
|  |                                                                                    |  |  |  |  |  |  |  |  |  |  |  |  |  |  |  |
|  | 24. Manuel Duque de Estrada y Larreta                                              |  |  |  |  |  |  |  |  |  |  |  |  |  |  |  |
|  |                                                                                    |  |  |  |  |  |  |  |  |  |  |  |  |  |  |  |
|  |                                                                                    |  |  |  |  |  |  |  |  |  |  |  |  |  |  |  |
|  | 12. Ricardo Duque de Estrada y Bustamante, VII Conde de la Vega de Sella           |  |  |  |  |  |  |  |  |  |  |  |  |  |  |  |
|  |                                                                                    |  |  |  |  |  |  |  |  |  |  |  |  |  |  |  |
|  |                                                                                    |  |  |  |  |  |  |  |  |  |  |  |  |  |  |  |
|  | 25. Josefa Bustamante y Campaner                                                   |  |  |  |  |  |  |  |  |  |  |  |  |  |  |  |
|  |                                                                                    |  |  |  |  |  |  |  |  |  |  |  |  |  |  |  |
|  |                                                                                    |  |  |  |  |  |  |  |  |  |  |  |  |  |  |  |
|  | 6. Ricardo Duque de Estrada y Martínez de Morentín, VIII Conde de la Vega de Sella |  |  |  |  |  |  |  |  |  |  |  |  |  |  |  |
|  |                                                                                    |  |  |  |  |  |  |  |  |  |  |  |  |  |  |  |
|  |                                                                                    |  |  |  |  |  |  |  |  |  |  |  |  |  |  |  |
|  | 26. Antonio Mariano Martínez de Morentín y Arrivillaga                             |  |  |  |  |  |  |  |  |  |  |  |  |  |  |  |
|  |                                                                                    |  |  |  |  |  |  |  |  |  |  |  |  |  |  |  |
|  |                                                                                    |  |  |  |  |  |  |  |  |  |  |  |  |  |  |  |
|  | 13. Francisca de Paula Martínez de Morentín y Galarza                              |  |  |  |  |  |  |  |  |  |  |  |  |  |  |  |
|  |                                                                                    |  |  |  |  |  |  |  |  |  |  |  |  |  |  |  |
|  |                                                                                    |  |  |  |  |  |  |  |  |  |  |  |  |  |  |  |
|  | 27. Hermenegilda Dolores de Galarza y Chávarri                                     |  |  |  |  |  |  |  |  |  |  |  |  |  |  |  |
|  |                                                                                    |  |  |  |  |  |  |  |  |  |  |  |  |  |  |  |
|  |                                                                                    |  |  |  |  |  |  |  |  |  |  |  |  |  |  |  |
|  | 3. Isabel Duque de Estrada y Vereterra, IX Marquesa de Deleitosa                   |  |  |  |  |  |  |  |  |  |  |  |  |  |  |  |
|  |                                                                                    |  |  |  |  |  |  |  |  |  |  |  |  |  |  |  |
|  |                                                                                    |  |  |  |  |  |  |  |  |  |  |  |  |  |  |  |
|  | 28. Miguel de Vereterra y Carreño, V Marqués de Deleitosa                          |  |  |  |  |  |  |  |  |  |  |  |  |  |  |  |
|  |                                                                                    |  |  |  |  |  |  |  |  |  |  |  |  |  |  |  |
|  |                                                                                    |  |  |  |  |  |  |  |  |  |  |  |  |  |  |  |
|  | 14. Manuel de Vereterra y Lombán                                                   |  |  |  |  |  |  |  |  |  |  |  |  |  |  |  |
|  |                                                                                    |  |  |  |  |  |  |  |  |  |  |  |  |  |  |  |
|  |                                                                                    |  |  |  |  |  |  |  |  |  |  |  |  |  |  |  |
|  | 29. Amalia Lombán e Ibáñez de Mondragón                                            |  |  |  |  |  |  |  |  |  |  |  |  |  |  |  |
|  |                                                                                    |  |  |  |  |  |  |  |  |  |  |  |  |  |  |  |
|  |                                                                                    |  |  |  |  |  |  |  |  |  |  |  |  |  |  |  |
|  | 7. María del Rosario de Vereterra y Armada, VIII Marquesa de Deleitosa             |  |  |  |  |  |  |  |  |  |  |  |  |  |  |  |
|  |                                                                                    |  |  |  |  |  |  |  |  |  |  |  |  |  |  |  |
|  |                                                                                    |  |  |  |  |  |  |  |  |  |  |  |  |  |  |  |
|  | 30. Álvaro Armada y Valdés, V Marqués de San Esteban del Mar del Natahoyo          |  |  |  |  |  |  |  |  |  |  |  |  |  |  |  |
|  |                                                                                    |  |  |  |  |  |  |  |  |  |  |  |  |  |  |  |
|  |                                                                                    |  |  |  |  |  |  |  |  |  |  |  |  |  |  |  |
|  | 15. Isabel Armada y Fernández de Córdoba, VI Marquesa de Canillejas                |  |  |  |  |  |  |  |  |  |  |  |  |  |  |  |
|  |                                                                                    |  |  |  |  |  |  |  |  |  |  |  |  |  |  |  |
|  |                                                                                    |  |  |  |  |  |  |  |  |  |  |  |  |  |  |  |
|  | 31. Manuela Paciencia Fernández de Córdoba y Güemes, Condesa de Revillagigedo      |  |  |  |  |  |  |  |  |  |  |  |  |  |  |  |
|  |                                                                                    |  |  |  |  |  |  |  |  |  |  |  |  |  |  |  |
|  |                                                                                    |  |  |  |  |  |  |  |  |  |  |  |  |  |  |  |